# Cultuurduitser
Met cultuurduitser wordt een persoon aangeduid, die deel uitmaakt of uitmaakte van de Duitse cultuurgemeenschap en die geen Duits staatsburger is of was. Van oudsher leefden buiten Duitsland en Oostenrijk vele Duitssprekenden, die niet gerekend konden worden tot de zogenaamde Volksduitsers. Niet altijd, maar wel vaak ging het hier om van huis uit Jiddisch sprekende meertalige joden, in vooral Oost-Europese landen, die het Duits als hun cultuurtaal gebruikten.
Oorspronkelijk werd het begrip cultuurduitser in de Weimarrepubliek gebruikt in de debatten rond het inburgeringsrecht als tegengestelde van het begrip ’Duitse afstamming’.
In 1927 wilde de Pruisische minister van binnenlandse zaken Albert Grzesinski de betiteling cultuurduitser als criterium in het inburgeringsrecht gebruiken. Hij wilde het begrip met meetbare criteria nader definiëren, bijvoorbeeld door verband te leggen met een nu of vroeger in Duitsland ingezeten familie, met geboorte of opgroeien in een Duitstalig gebied, het volgen van onderricht op Duitse scholen, Duitse namen en het hebben van Duitse gewoonten en het gebruik van de Duitse taal.
Religie mocht expliciet geen rol spelen. De meerderheid van de landen kon de zienswijze van Grzesinski niet aanvaarden en wilde de ’Duitse afstamming’ voor inburgering doorslaggevend laten zijn.
Daarmee werd de ethniserende inburgeringspraktijk, die zich tegen Russen, Polen en Oost-Europese joden richtte voortgezet en steeds meer belang gehecht aan afstamming en ras.
In tegenstelling tot de Weimarrepubliek en het Derde Rijk erkende de Bondsrepubliek het bestaan van ‘cultuurduitsers’ wel, zij konden op zeer eenvoudige wijze burger van het naoorlogse Duitsland worden. Als voorbeeld kan worden genoemd de wijze waarop in 1958 Marcel Reich-Ranicki (hij werd in 1938 als Poolse jood Duitsland uitgezet) na zijn vlucht uit het communistische Polen als Duitser werd erkend.
Tegenwoordig wordt het begrip hoofdzakelijk in Oostenrijk gebruikt om aan te duiden dat de Oostenrijkers deel uitmaken van de Duitse cultuurgemeenschap.